# The King of Limbs
Kings of Limbs je osmé studiové album britské kapely Radiohead. Žánrově se zařazuje mezi alternativní rock. Desku produkoval Nigel Godrich (spolupracoval také například s Travis, Charlotte Gainsbourg, Paulem McCartneym).
Kapela slíbila, že album vydá do konce roku 2010. Nechala však fanoušky několik měsíců čekat a vydání alba oznámila teprve pět dní předem. Radiohead nakonec pustili do světa své album o den dříve, což zveřejnili na svém blogu. Datum vydání je 18. února 2011. Tohoto dne vyšlo však jen v digitální podobě, fanoušci si jej mohli stáhnout z internetu na oficiálních stránkách alba v podobě WAV £9.00 nebo MP3 za cenu £6.00. Klasické CD a vinyl bude k dostání od 28. března. 9. května by měla vyjít speciální edice. Spolu s albem zveřejnili také svůj první singl "Lotus Flower" s příslušným videoklipem, kde se leader kapely Thom Yorke svíjí v zajetí tance. To zřejmě odkazuje také na název alba, které lze přeložit jako Král končetin.
Vydané album sklízí zatím velmi příznivou kritiku jak fanoušků kapely, tak i hudebních recenzentů.

## Seznam skladeb
| Pořadí | Název             | Délka |
| ------ | ----------------- | ----- |
| 1.     | Bloom             | 5:15  |
| 2.     | Morning Mr Magpie | 4:41  |
| 3.     | Little by Little  | 4:27  |
| 4.     | Feral             | 3:13  |
| 5.     | Lotus Flower      | 5:01  |
| 6.     | Codex             | 4:47  |
| 7.     | Give Up the Ghost | 4:50  |
| 8.     | Separator         | 5:20  |